# Henning von Holtzendorff
Henning Rudolf Adolf Karl von Holtzendorff, né le 9 janvier 1853 à Berlin et mort le 7 juin 1919 à Prenzlau, est un aristocrate allemand, officier de marine, puis commandant de la flotte de guerre allemande pendant la Première Guerre mondiale. Il est connu pour le memorandum de décembre 1916 qu'il rédigea à l'adresse de Guillaume II, à propos du renforcement de la guerre sous-marine.

## Biographie
Henning von Holtzendorff descend d'une famille de la noblesse de l'Uckermark. Son père, Otto von Holtzendorff (de) (1817-1887), est directeur de la Deutsche Kreditbank (banque de crédit allemande) à Gotha. Hennig von Holtzendorff devient le 11 avril 1869 cadet de la marine et navigue sur la frégate SMS Gefion.
Il est nommé chef de la première escadre de la marine impériale, le 30 septembre 1906 et prend le commandement de la flotte impériale de haute-mer, le 1er octobre 1909. Il est nommé amiral, le 27 janvier 1910, mais il est mis à disposition le 30 janvier 1913, après avoir manifesté son désaccord avec l'amiral von Tirpitz, à propos de sa politique et de l'organisation navale. Il fait partie de la chambre des seigneurs de Prusse du 16 juin 1913 à sa mort.
L'amiral von Holtzendorff est rappelé au service actif, un an après le déclenchement de la guerre, le 5 septembre 1915. Il est nommé chef de l'état-major de l'amirauté et envoie en décembre 1916 un memorandum au Kaiser, concernant la nécessité de renforcer les moyens de la guerre sous-marine qui est approuvée à la conférence de Pless quelques jours plus tard. Cela conduit la Grande-Bretagne à la défensive pendant cinq mois, et la Royal Navy connaît une période de démoralisation pendant huit mois. Cette situation est prise en compte pour l'entrée de la guerre des États-Unis en 1917 qui renverse la donne. La stratégie est donc appliquée à partir de février 1917, mais ne rencontre pas le succès escompté et le grand-amiral von Holtzendorff est remplacé le 10 août 1918 par l'amiral Scheer et est mis à disposition de la marine le 27 août suivant.

## Famille
Henning von Holtzendorff épouse à Stettin une veuve, Margarethe Klotz, née Zitelmann, et le couple adopte en 1907 Helga et Ingeborg Zitelmann, filles du docteur en philosophie Konrad Telmann.